# Bigna Silberschmidt

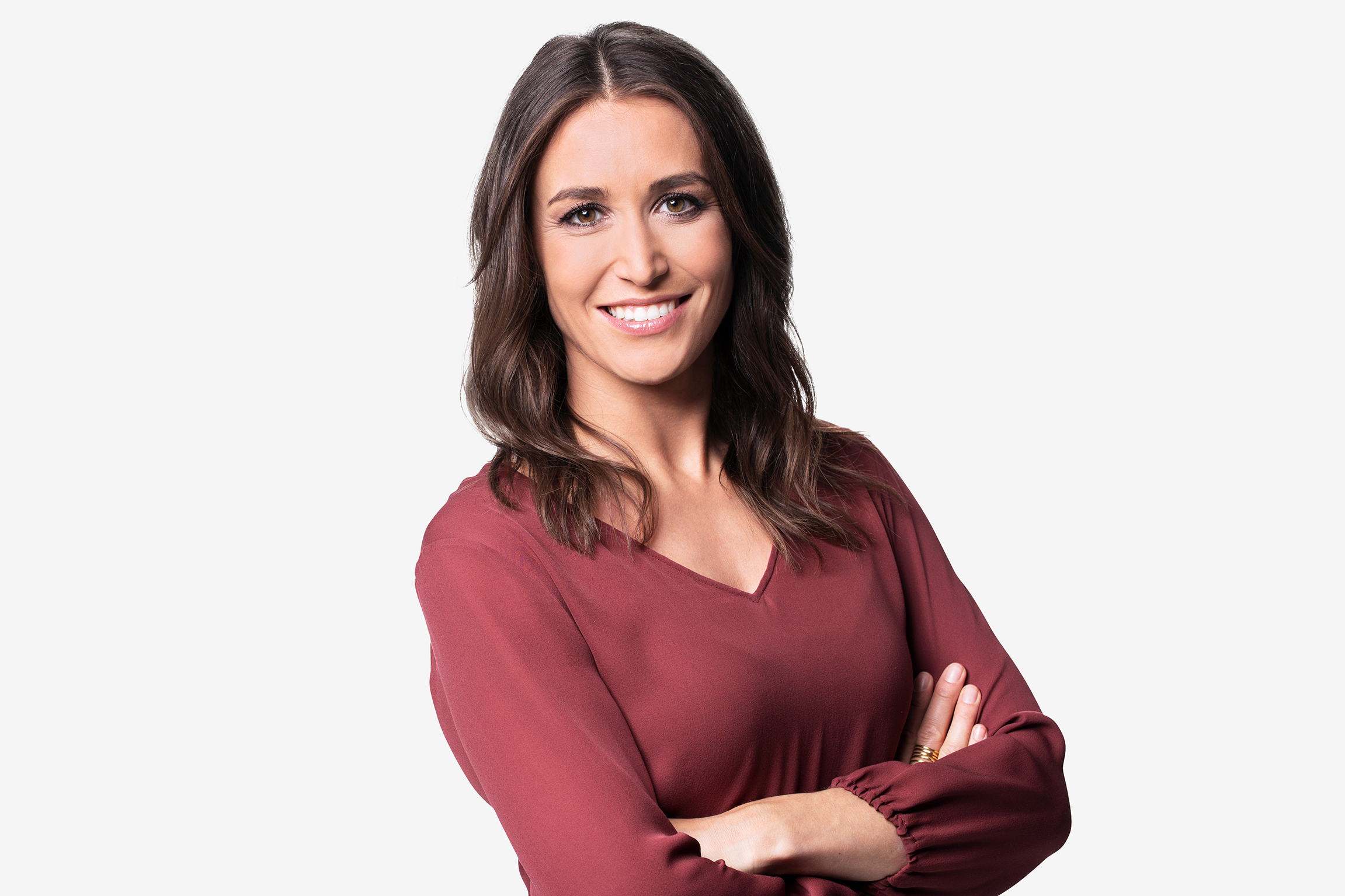
Bigna Silberschmidt (2020)

Bigna Silberschmidt (* 16. Dezember 1985 in St. Gallen) ist eine Schweizer Journalistin und Fernsehmoderatorin. Seit 2020 moderiert sie das Nachrichtenmagazin 10 vor 10 beim Schweizer Radio und Fernsehen (SRF) sowie (in Stellvertretung) die Wissenssendung Einstein. Zuvor war sie bei der Inlandredaktion und bei der Nachrichtensendung Schweiz aktuell als Moderatorin tätig. 2025 wird sie das Unternehmen auf eigenen Wunsch verlassen.

## Leben
Silberschmidt wurde in St. Gallen geboren. Sie studierte an der Universität Freiburg Medien- und Kommunikationswissenschaften, Zeitgeschichte und Betriebswirtschaftslehre und schloss ihr Studium mit einem trilingualen Master in Betriebsökonomie ab. Nach ersten Journalismus-Erfahrungen beim Universitätsradio Unimix und als Printjournalistin war sie als Stv. Redaktionsleiterin bei 20 Minuten Bern sowie als Stv. Geschäftsführerin bei einer Kommunikationsagentur tätig. Daneben gab sie mit einem Journalisten-Kollektiv das Printmagazin Zalle heraus, das für hintergründigen Journalismus steht.
Seit 2015 arbeitet sie bei Schweizer Radio und Fernsehen (SRF). Anfänglich war sie als Radioreporterin bei Radio SRF3 beschäftigt, 2016 wechselte sie zum Format Schweiz aktuell, bei dem sie als Reporterin und ab 2017 auch als Moderatorin arbeitete. Daneben realisiert sie als Inlandredaktorin Fernsehbeiträge in den Themenbereichen Wirtschaft, Politik, Umwelt, Wissenschaft und Gesellschaft für die Informations-Sendungen Schweiz aktuell, Tagesschau und 10 vor 10.
Im Frühling 2020, mitten im Ausbruch der Corona-Pandemie, stieß sie zum Nachrichtenmagazin 10 vor 10 und bildet dort zusammen mit Arthur Honegger, Urs Gredig und Wasiliki Goutziomitros das Moderationsteam. Für ihren Start erntete sie viel Lob und Zustimmung und entwickelte sich schnell zum Publikumsliebling.
2021 führte sie im Rahmen eines nationalen, quadrilingualen Projekts von Radiotelevisione Svizzera, Radio Television Suisse und Schweizer Radio und Fernsehen und durch eine fünfteilige Dokumentationsserie über Schweizer Pärke von nationaler Bedeutung.
Seit 2022 moderiert sie, neben dem Nachrichtenmagazin 10 vor 10, gemeinsam mit Tobias Müller und in Vertretung von Kathrin Hönegger, die Wissenschaftssendung Einstein. Besondere Beachtung fand dabei die Sendung über den Weltrekordversuch der Rhätischen Bahn, in der Silberschmidt auch das Experiment wagte, einen Bahnwagen mit eigener Muskelkraft anzuschieben.
Zur Tag der Inklusion 2022 realisierte sie gemeinsam mit Carmen Köppel und als Eigenproduktion die SRF-Reportage „Ich sehe mit meinen Fingern“ über eine blinde Frau, „um Berührungsängste gegenüber sehbehinderten und blinden Menschen abzubauen und für ihre Realität zu sensibilisieren“.
2022 hat das Branchenmagazin Schweizer Journalist:in Bigna Silberschmidt für ihre aussergewöhnliche Arbeit ausgezeichnet. Sie belegte in der Hauptkategorie «Journalist:in des Jahres» den zweiten Platz.
Silberschmidt steht ein für konstruktiven Journalismus: «Mich interessieren die Geschichten hinter den Menschen – und es interessiert mich, Geschichten lösungsorientiert zu erzählen. Damit möchte ich einen Teil zu mehr Positivität in der Gesellschaft beitragen.»
Sie ist zudem Teil des Diversitäts-Netzwerks SRF, welches sich für gelebte Diversität und Inklusion auf den Sendern des SRF und im Unternehmen selbst einsetzt.

## Privates
Silberschmidt hat Wurzeln im Kanton Graubünden. Nach St. Gallen, Genf, Freiburg und Bern lebt und arbeitet sie in Zürich.
2020 nahm sie an der Live-Tanzshow «Darf ich bitten?» von SRF 1 teil. Mit ihrem Tanzpartner Pitt-Alexander Wibawa zog sie ins Finale ein und erreichte den zweiten Platz.
Bigna Silberschmidt engagiert sich für Nachhaltigkeit, Diversität und Gleichstellung. «Gleichberechtigung, unabhängig von Geschlecht, der sexuellen Orientierung, der Hautfarbe oder des kulturellen Hintergrunds ist für mich eine Frage der persönlichen Werte, keine politische Haltung.»